# Референдум в Нидерландах об ассоциации между Европейским союзом и Украиной
«Консультативный и корректирующий» референдум об утверждении Соглашения об ассоциации между Европейским союзом и Украиной был проведён в Нидерландах 6 апреля 2016 года. На референдуме гражданам было предложено ответить на вопрос: «Вы за или против ратификации Соглашения об ассоциации между Европейским союзом и Украиной?».
Референдум был организован нидерландскими евроскептиками из Партии свободы и Социалистической партии.
Смысл процедуры «консультативного и корректирующего» референдума заключается в том, что с учётом его результатов правительство или группа депутатов были обязаны представить «корректирующий» законопроект, после чего парламент должен был повторно проголосовать по вопросу о ратификации Соглашения об ассоциации между ЕС и Украиной. В случае отказа в ратификации Соглашения Нидерланды могли заблокировать решение остальных членов Евросоюза, согласно п. 8 ст. 218 «Договора о функционировании Евросоюза» (часть Лиссабонского договора, выполняющего роль Конституции ЕС).
12 апреля 2016 года Избирательная комиссия объявила итоги голосования: 61 % — против, 38,21 % — за, 1,69 % недействительных бюллетеней. Явка составила 32,28 %, что выше необходимого кворума. Референдум таким образом был признан состоявшимся. Было принято решение отвергнуть ассоциацию Украины и ЕС. После оглашения итогов референдума более 2/3 депутатов парламента Нидерландов высказались за утверждение его результатов и сделали попытку принятия Закона о денонсации Соглашения об ассоциации. Правительство Нидерландов после долгого политического маневрирования сначала признало, что шансы на ратификацию «невелики», но затем Марк Рютте, выступая в парламенте Нидерландов, заявил, что, по его мнению, «в конечном итоге мы не ратифицируем соглашение».

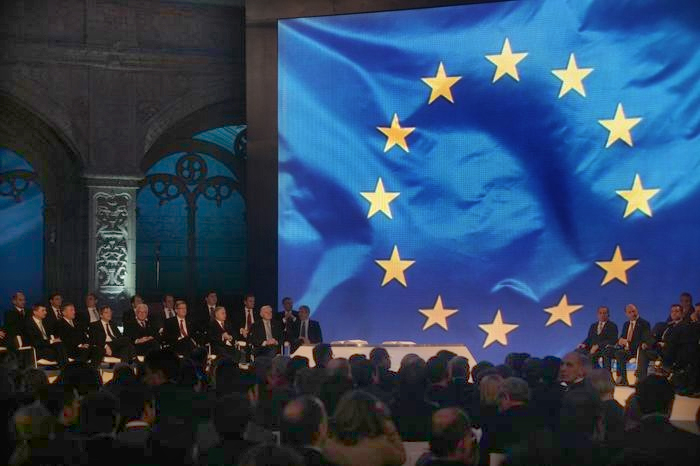
Церемония утверждения Лиссабонского договора, дающего право Нидерландам заблокировать любое решение ЕС, включая ассоциацию с Украиной

Согласно Закону Нидерландов о референдуме и Лиссабонскому договору, ассоциация находится в нератифицированном состоянии, пока парламент Нидерландов не примет решение по законопроекту о её судьбе.
15 декабря 2016 года на саммите Европейского союза было принято, по требованию Нидерландов, юридически обязывающее решение по Соглашению об ассоциации между Украиной и ЕС. Согласно решению, Соглашение об ассоциации не предоставляет Украине статуса страны — кандидата на вступление в Союз и не обязывает предоставить этого статуса Украине в будущем, не содержит обязательств выделения Украине прямой финансовой и военной помощи и не предусматривает прав граждан Украины на свободное проживание и свободное трудоустройство в странах — членах ЕС.

## Процедуры Закона о консультативном и корректирующем референдуме
Как только по результатам референдума окончательно установлено, что предлагаемый закон [об ассоциации] был им отклонён, [тому, кто имеет право законодательной инициативы] необходимо как можно скорее представить [в парламент] законопроект о денонсации или об утверждении [ассоциации]. Статья 11 Закона о Референдуме Нидерландов
Берт Маан, бывший судья Апелляционного суда Амстердама (высшая судебная местная инстанция), даёт разъяснение процедур, предусматриваемых законом Нидерландов от 1 июля 2015 года:
1. Инициаторы референдума для начала процедуры его организации должны собрать 300 тысяч электронных подписей. После этого процедура считается запущенной.[18]
2. Документ, оспариваемый в ходе референдума (в данном случае Соглашение об ассоциации Украины и Европейского союза), приостанавливает своё действие и остаётся в нератифицированном состоянии до окончания референдума и повторного вынесения решения парламентом Нидерландов.[17]
3. Правительство Нидерландов официально уведомляет депозитария Соглашения об ассоциации — Генеральный секретариат Совета Европейского союза[англ.][19] — что оно не ратифицировано и не действует до окончания процедур референдума и после окончания референдума может быть расторгнуто[17][20].
4. Референдум считается состоявшимся, если в нём приняло участие не менее 30 % граждан Нидерландов.
5. После завершения референдума и официального утверждения его результатов избирательная комиссия Нидерландов[нидерл.] передаёт его результаты в правительство Нидерландов.
6. Согласно Статье 11 Закона о референдуме[2][21], если явка на референдуме превысила 30 %, правительство Нидерландов обязано подготовить законопроект для внесения в парламент: «В этом случае правительство должно подать в парламент законопроект либо о денонсации Соглашения с Украиной, либо о его подтверждении» (цитата приведена в переводе источника, но отличается от дословного перевода статьи, приведенного в эпиграфе[4])
7. Парламент, получив законопроект о денонсации ассоциации ЕС и Украины и утвердив его голосованием, вводит окончательный отказ от ассоциации, сама ассоциация становится законодательно запрещённой. Закон о денонсации ассоциации обязывает должные лица и граждан предпринять необходимые в связи с этим действия[21][22].
8. Если парламент получает от правительства законопроект о подтверждении ассоциации, то парламент, утвердив такой законопроект, преодолевает «вето» референдума, и ассоциация вступает в силу.
9. В случае, если парламент отказывается принять законопроекты правительства, то ассоциация остается в нератифицированном статусе, но вопрос о ратификации может быть поставлен повторно.
10. Нератифицированный статус ассоциации до её ратификации позволяет выполнять некоторые временные соглашения, но они имеют множество ограничений, описанных в следующем разделе.

19 апреля 2016 года все партии парламента Нидерландов, кроме правящей коалиции PvdA и VVD, по инициативе социалистической партии внесли законопроект о полной денонсации Ассоциации. Правящая коалиция, контролирующая большинство парламента, проголосовала «против» — 76 голосов, тогда как все остальные политические силы Нидерландов, включая проукраинскую D-66, проголосовали за полную денонсацию — 71 голос. Марк Рютте считал, что предлагаемые им доработки Ассоциации убедят евроскептиков поддержать ратификацию, однако, поскольку они наносят серьёзный ущерб интересам Украины, то согласовать такие изменения текста с Украиной «шансы невелики». Действительно, МИД Украины после требования изменить текст Ассоциации заявил, что не хочет обсуждать изменения, что сделало ситуацию патовой. 22 сентября 2016 года Рютте заявил, что, по его мнению как главы правительства, Соглашение об ассоциации не будет ратифицировано.

## Суть поправок к тексту соглашения, на которых настаивают Нидерланды
Марк Рютте сразу после референдума прямо заявил о необходимости изменения текста ассоциации.
7 июня 2016 года авторитетное австрийское издание Die Presse сообщило, что правительство Рютте добивается следующих изменений текста Ассоциации:
1. Включить в текст юридические гарантии, что соглашение не должно гарантировать, что Украина могла бы быть принята в качестве 29-го государства — члена ЕС
2. Исключить из текста статьи об военно-техническом сотрудничестве Украины и Евросоюза
3. Включить в текст юридические гарантии, что Украина не будет получать финансирование от Евросоюза.

## Статьи политической части Ассоциации, наиболее подверженные риску отмены после референдума
Если обобщать оценки экспертов, то наиболее проблематичны к реализации следующие статьи из политической части Ассоциации Украины и ЕС, вне таможенных тарифов устанавливаемых Еврокомиссией:

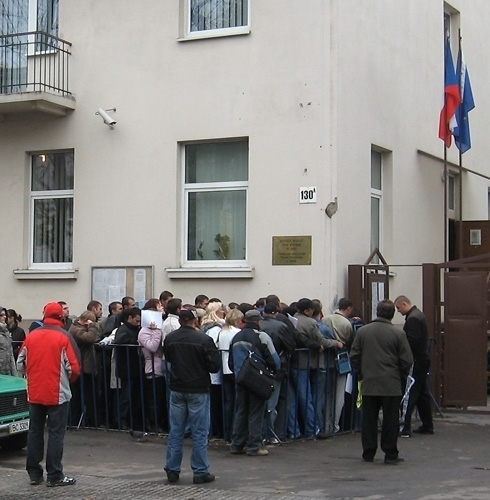
Одна из главных целей евроскептиков Нидерландов — сохранить порядок, когда трудовые иммигранты с Украины («заробитчане») будут вынуждены продолжать стоять в очередях за визами в ЕС

Статьи 5, 460—470. Создание и главное наделение полномочиями органа по всей евроинтеграции Украины — Совета Ассоциации и его комитетов. Все подзаконные акты по евроинтеграции Украины могут быть утверждены только при наличии полномочий у Совета Ассоциации и его комитетов. Данные статьи играют существенную роль, если конечная цель имеется как вступление Украины в Евросоюз, именно Совет Ассоциации должен был бы продвигать все следующие стадии евроинтеграции, используя полученные полномочия для выпуска различных постановлений, которые без указанных статей не имеют законной силы.
Статья 7. Гарантии «территориальной целостности и неприкосновенности границ» Украине от ЕС, с обязательством ЕС включать во все документы Украины и ЕС необходимые действия для этого.
Статья 8. Полномочия Международного уголовного суда на Украине.
Статья 10. Военно-техническое сотрудничество Украины и ЕС, включая «военные операции» под руководством ЕС. Также упоминаются «военные каналы» как метод решения конфликтов в Статье 5. В Статье 87 также упоминается, что создание совместных «предприятий» Украины и ЕС происходит, в том числе, для «производства оружия, боеприпасов и материалов военного назначения».
Статья 11. Нераспространение оружия массового уничтожения (ядерного, химического и биологического).
Статья 12. Борьба с наркоманией на Украине.
Статья 16. Правила предоставления убежища гражданам Украины в ЕС.
Статья 17. Трудовые права гомосексуалистов на Украине. В статье речь идет об общих принципах ЕС по отсутствию дискриминации, но именно данная статья стала основанием для введения закона Украины о трудовых правах для гомосексуалистов.
Статья 18. Ограниченная трудовая иммиграция в ЕС: «существующие возможности доступа к занятости для украинских работников».
Статья 19. Правое основание для процесса переговоров по безвизовому режиму. «Стороны должны предпринимать постепенные шаги к безвизовому режиму» (статья включена также в Преамбулу).
Статья 20. Борьба с отмыванием денег на Украине с введением правил ФАТФ под контролем ЕС.
Статья 22. Борьба с коррупцией на Украине. Права Европола на Украине и антикоррупционных органов ООН.
Статья 23. Права Украины по объявлению какой-либо группы людей террористами и инициализация связанных с этим процедур в ЕС.
Статья 24. Судебная реформа и приведение законодательства в соответствие с Евросоюзом по требованиям «Гаагской конференции по международному частному праву».
Еврокомиссия 10 апреля 2016 года заявила, что внесет в Совет Евросоюза предложение проголосовать за безвизовый режим для туристов по Украине (вероятно, не включая права трудовой иммиграции и убежища из Статей 16 и 18 ассоциации, а только как поправка к Шенгенскому соглашению). Однако голосование было отложено в связи с позицией не только Нидерландов, но и Франции, Германии и Италии, требующих пересмотра условий безвизового режима в части его быстрой автоматической отмены, если под видом туристов из Украины начнут прибывать нелегальные трудовые иммигранты. Газета «Немецкая волна» после решения на Референдуме об выходе Великобритании из Евросоюза отметила, что введение безвизового режима после BREXIT выглядит маловероятным, так как это дает дополнительные аргументы евроскептикам, которые уже добиваются столь впечатляющих успехов, также, по источникам газеты, многие немецкие политики начали увязывать введение безвизового режима и исполнение Минских соглашений Украиной.
Эксперты «Wall Street Journal» подтвердили, что Нидерланды имеют право «вето» на безвизовый режим Украине. Более того, именно правительство Рютте воспользовалось уже правом «вето», дважды заблокировав безвизовый режим в рамках Шенгенского соглашения для Болгарии и Румынии, несмотря даже на членство этих стран в ЕС.

## Политические последствия референдума для Украины
На что действительно повлиял вчерашний референдум, так это на теоретическую возможность, что Украина когда-либо может войти в ЕС. После голландского голосования это стало практически невозможно.— Игнасио Малина, Королевский Институт Испании
По мнению Игнасио Малины из Королевского Института Испании, изменился «план-максимум» евроинтеграции Украины. Если ранее в Евросоюзе при поддержке Польши, Эстонии, Латвии и Литвы лоббировалось хотя бы гипотетическое членство Украины в ЕС, то теперь задача Украины — получить хотя бы большую часть прав от Ассоциации. Перспективу членства Украины в ЕС эксперт считает теперь совсем невероятным, вероятно, исходя из того, что для вступления в ЕС снова потребуется согласие Нидерландов, но с таким волеизъявлением граждан это практически невозможно. Леонид Бершидский в своей статье под редакцией Bloomberg отмечает, что теперь все более очевидной становится различие между заявлениями Петра Порошенко, что ассоциация является шагом к членству в ЕС и реальностью, когда «бюрократы» Еврокомиссии не признают таких амбиций.
Фред Уэйр отмечает, что удар по рейтингам текущих политических элит Украины будет связан даже не с конкретными юридическими действиями по замене Ассоциации на другие соглашения, а с тем, что референдум «нанёс мощный удар по моральному духу тех украинцев, которые поддержали революцию Майдана, поскольку в этом результате они увидят важный „выбор Европы“ в отношении их страны». Масштаб разочарования электората на Украине «в выборе Европы» позволяют понять социологические опросы GfK, которые показывают, что подавляющее большинство украинцев хотело бы, чтобы европейцы их поддержали на референдуме.
|                                                                               | Запад Украины | Киев и Север Украины | Центральная Украина | Юго-Восток Украины (без Крыма и Донбасса) |
| ----------------------------------------------------------------------------- | ------------- | -------------------- | ------------------- | ----------------------------------------- |
| Является ли Ассоциация с ЕС верным выбором?                                   | 80 %          | 75 %                 | 64 %                | 45 %                                      |
| Хотели бы Вы, чтобы Нидерланды сказали «Да» Ассоциации с ЕС?                  | 83 %          | 81 %                 | 73 %                | 57 %                                      |
| Поможет ли Ассоциация с ЕС Украине победить коррупцию и построить демократию? | 76 %          | 62 %                 | 40 %                | 22 %                                      |

Аналитики Statfor после опубликования предварительных итогов Референдума выпустили заключение, что Украина политически дестабилизирована. Аналитики предсказывают отставку кабинета министров во главе с Арсением Яценюком и создание нового формата коалиции в Раде, но не считают, что политический кризис приведёт к досрочным выборам в Раду в 2016 году. 10 апреля Арсений Яценюк действительно объявил об отставке своего правительства.

## Позиция парламента Нидерландов по принятию результатов референдума
При рассмотрении возможности расторжения Ассоциации по итогам референдума следует учитывать, что конечное решение находится в исключительной компетенции парламента Нидерландов. Правительство выбирает только форму законопроекта. Однако ключевой является позиция именно депутатов парламента, а не правительства, как недостоверно пишут многие издания, в том числе Deutsche Welle. 23 февраля 2017 года Палата представителей парламента Нидерландов в последний день своей работы перед новыми парламентскими выборами большинством голосов повторно ратифицировала Соглашение об ассоциации Украины и Евросоюза. «За» проголосовали 89 депутатов, «против» — 55. После голосования документ отправится на повторную ратификацию в Сенат и на подпись королю.

## Суть аргументов сторонников и противников Ассоциации ЕС и Украины

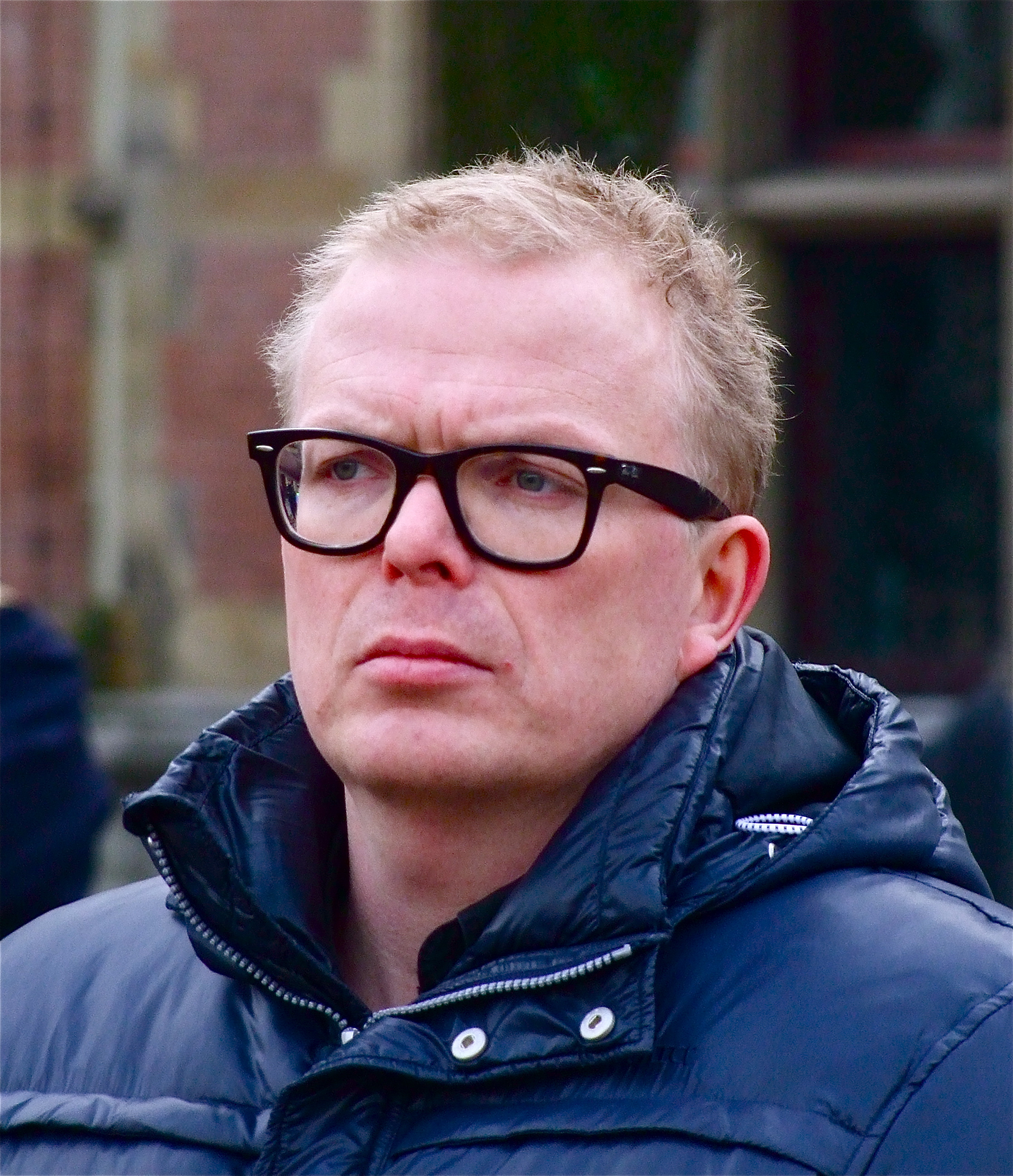
Ян Роос — организатор кампании евроскептиков на сайте Geenstijl против ассоциации Украины и ЕС

### Аргументы противников Ассоциации Украины и ЕС
Практически все основные аргументы евроскептиков были распространены с сайта GeenStijl, при этом оригинальные источники заявлений иногда не совпадали с местом наиболее широкой публикации. При этом, как повлияли аргументы евроскептиков на мнение граждан Нидерландов, показывают опросы (можно было выбрать больше одного варианта):
59 % — я не верю Украине, в частности из-за того, что там много коррупции;
34 % — соглашение станет шагом к членству Украины в ЕС;
31 % — я не разделяю европейские ценности;
30 % — соглашение невыгодно экономике Нидерландов;
26 % — соглашение повредит отношениям Нидерландов и России;
23 % — я являюсь противником Евросоюза;
19 % — из-за катастрофы авиалайнера MH17;
13 % — соглашение повредит отношениям Украины и России;

#### Несогласие сельскохозяйственных производителей Нидерландов с продукцией с Украины
Союз сельскохозяйственных производителей Нидерландов (DDB) выпустил пресс-релиз, в котором призывает граждан Нидерландов проголосовать за расторжение Ассоциации с Украиной, так как считает, что украинские сельхозпроизводители выпускают опасную для здоровья голландцев продукцию из-за применения запрещенных в ЕС гормонов и антибиотиков, а также из-за антисанитарных условий содержания животных, что привело к эпидемии сальмонеллы на Украине. Поскольку низкая цена сельхозпродукции Украины, по мнению DDB, определяется именно экстремальной экономией на средствах лечения и содержания животных, то DDB призывает расторгнуть торговое соглашение и по мотиву «недобросовестной конкуренции». При этом сами сельхозпроизводители Украины считают выданные им квоты ЕС несерьезными и обманом со стороны ЕС.

#### Несогласие с наличием наемников США идетского трудана Украине
За день до Референдума Общество защиты животных Нидерландов, представленное в Парламенте партией «Partij Voor de Dieren», опубликовало заявление с 10 тезисами с призывом к гражданам Нидерландов голосовать против на Референдуме. Общество защиты животных Нидерландов в своем пресс-релизе отмечает, что на Украине даже не известно, что в ЕС законодательно запрещено жестокое обращение с животными, в том числе в животноводстве, используются запрещенные в ЕС пытки животных на «Мироновском хлебопродукте». Общество защиты животных указывает, что на Украине используется труд детей и подростков в сельском хозяйстве, что также запрещено Законами ЕС. Общество защиты животных протестует против наличия наемников из США, участвующих в вооруженном конфликте на Украине в составе мотострелковых частей ВСУ, так как считает это опосредованным вовлечением НАТО в военный конфликт с Россией. По использованию наемников США в вооруженном конфликте на Украине Общество защиты животных ссылается на «вызывающее» признание Пентагона, опубликованное на его официальном сайте.

#### Аргументы евроскептиков в публикациях GeenStijl
Общий лейтмотив публикаций GeenStijl:
- Украина — тотально коррумпированная страна с процветающим воровством, что несовместимо с европейскими ценностями и обычаями.
- Потребуются огромные деньги налогоплательщиков Нидерландов (93 млрд евро), чтобы насытить аппетиты украинских олигархов[52].
- Весьма вероятно, что Боинг 777 был сбит в ходе провокации, устроенной Украиной[51].
- Сразу же после открытия безвизового режима в Нидерланды под видом туристов хлынут безработные украинцы, которые, как и беженцы из Сирии, начнут просить убежища и пособий[53].

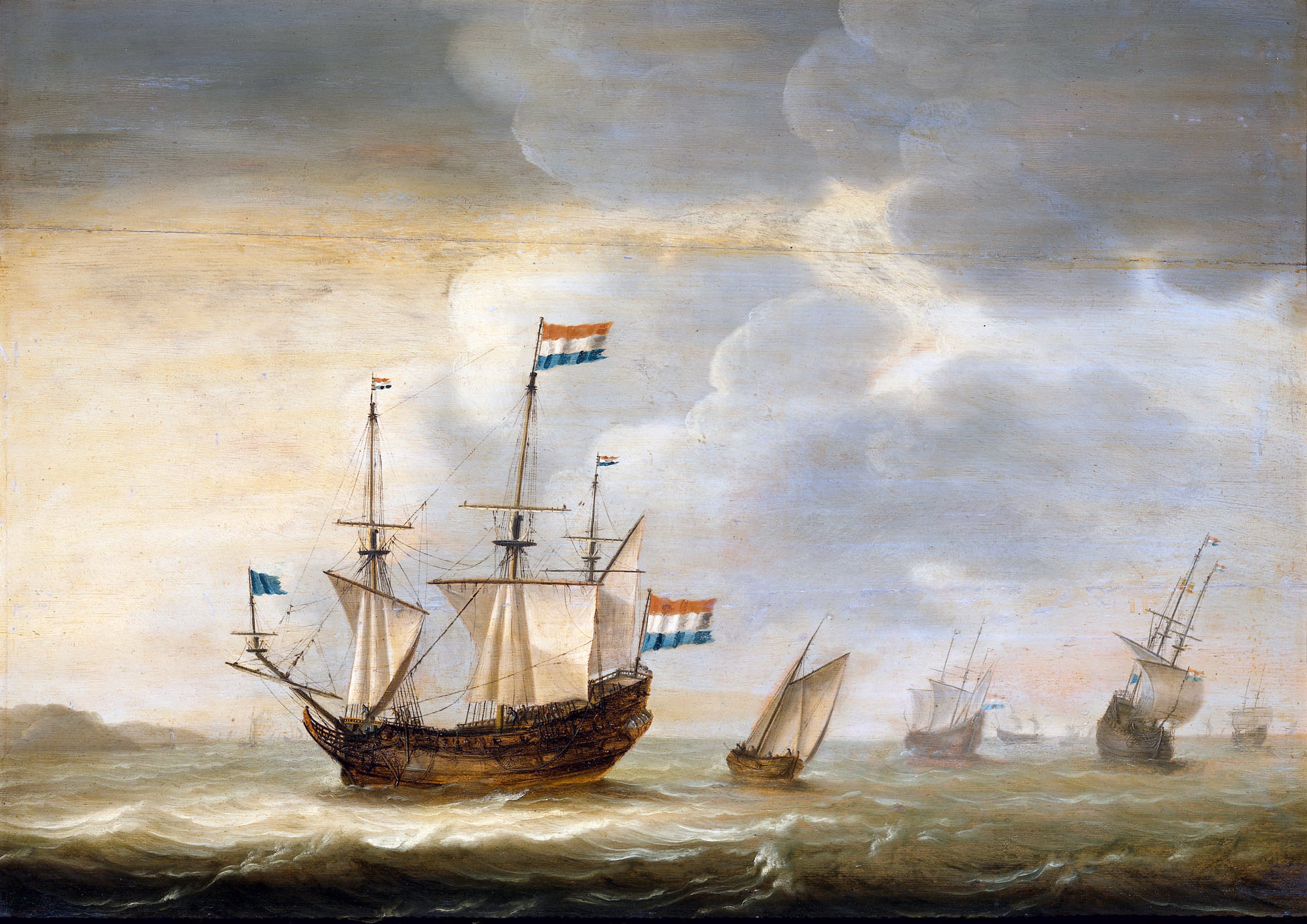
Похищенная в Нидерландах картина Якоба Герритса, которую, по мнению GeenStijl, пытались продать «украинские националисты»

Для доказательства вопиющей коррупции и воровства на Украине GeenStijl раскрыло и опубликовало материалы уголовного дела по причастности активистов Евромайдана и командиров батальонов Национальной гвардии Украины к хищению культурных ценностей из Нидерландов. Другой пример антикоррупционной риторики — это опубликование документов об отмывании денег через офшоры Петром Порошенко.
Хотя Соглашение об ассоциации Украины с Европейским союзом не подразумевает вступления Украины в ЕС, журналисты активно используют недостоверные заявления украинских политиков, которые делаются в украинских СМИ, что это именно вступление в ЕС и поэтому налогоплательщики Нидерландов должны будут оказывать экономическую помощь Украине.
Журналисты GeenStijl настаивают на виновности Украины в резонансной катастрофе Boeing 777 в Донецкой области, в которой в июле 2014 года погибли 192 гражданина Нидерландов. Основная их версия, вокруг которой они сплотили «евроскептиков», что самолёты ВВС Украины регулярно использовали гражданские авиалайнеры над Донбассом в качестве «живого щита» — украинское командование, по их утверждению, рассчитывало, что может выполнять бомбардировки ДНР и ЛНР без ответного огня ПВО сепаратистов, рассчитывая, что последние видят на своих радарах наличие в небе над штурмовиками ВВС Украины гражданские самолёты — а потому, утверждают журналисты, и не закрыла авиапространство согласно правилам ICAO. Поскольку такие опасные манёвры украинского штурмовика по использованию Boeing 777 как «щита из людей» могли бы доказать данные радаров радиолокационных служб Украины, то GeenStijl утверждает, что Украина при активном пособничестве комиссии по расследованию предпринимает меры для сокрытия из отчета указанных доказательств. С помощью указанной версии, которую западные СМИ оценивают как «конспирологическую». По опросам общественного мнения Нидерландов, 19 % голландцев сочли такие доводы не только убедительными, но и назвали главной причиной своего голосования против ассоциации с Украиной.
На сайте указывается, что для Нидерландов рынок Украины не представляет никакой существенной экономической ценности, несмотря на 40 миллионов покупателей, так как он меньше по покупательной способности, чем несколько сельских областей Нидерландов, по той причине, что украинцы имеют доход всего 175 евро в месяц и рынок Украины в целом контролируется коррумпированными олигархами и является все равно закрытым.
Сайт высказывают опасения насчет безвизового режима Украины с ЕС, так как, по мнению GeenStijl, человек с доходом в 175 евро, очевидно, будет просить убежище в Нидерландах, чтобы получить пособие в 3450 евро за счет налогоплательщиков ЕС.

#### Позиция социалистической партии Нидерландов
От имени Социалистической партии Нидерландов выступал главным образом её представитель в нижней палате парламента с 1998 года Гарри ван Боммель. Солидаризируясь с аргументами евроскептиков, депутат выдвигал дополнительные аргументы против договора об евроассоциации, утверждая, что эта сделка носит неолиберальный характер и выражает интересы транснациональных корпораций, приведёт к приватизации украинских государственных корпораций и либерализации украинского рынка в условиях запрета государственной помощи местным производителям. По его мнению, финансирование Джорджем Соросом агитации за евроассоциацию продиктовано надеждой на захват украинского рынка с 45 миллионами потребителей.

### Аргументы за Ассоциацию ЕС с Украиной
Основные аргументы еврооптимистов озвучил премьер-министр Нидерландов Марк Рютте, который утверждал, что Ассоциация Украины с ЕС «никогда» не превратится в членство Украины в ЕС, а также что рынок из 40 миллионов покупателей важен для Нидерландов.
Существенная часть еврооптимистов также выдвигала аргумент, что необходимо помочь Украине, так как без помощи ЕС, в том числе финансовой, Путин установит над ней контроль.

## Отношение всех граждан Нидерландов к Ассоциации Украины и ЕС
Все профессиональные опросы общественного мнения показывают, что результаты голосования отражают общий настрой граждан Нидерландов, где порядка 60 % — против Ассоциации, если исключить около 10—12 %, не имеющих мнения по её поводу.
| Даты проведения            | За     | Против | Не определились                                              | Явка и состояние кворума | Количество опрошенных | Интервьюеры          |
| -------------------------- | ------ | ------ | ------------------------------------------------------------ | ------------------------ | --------------------- | -------------------- |
| 31 марта — 1 апреля 2016   | 25 %   | 40 %   | 13 % не решили, 11 % скорее поддерживают, 12 % скорее против | —                        | 27 253                | EenVandaag           |
| —                          | 37 %   | 51 %   | 12 %                                                         | 35 %                     | —                     | TNS Nipo             |
| 23—30 марта 2016           | 36 %   | 54 %   | 10 %                                                         | 32 %                     | —                     | TNS Nipo             |
| 20 марта 2016              | 13,8 % | 70,6 % | 28 % скорее да, 11 % скорее нет, 12 не определились          | 43 %                     | 294                   | Про укр. партия D-66 |
| 25—28 марта 2016           | 36 %   | 47 %   | 18 %                                                         | 43 %                     | 2382                  | I&O Research         |
| 13—20 марта 2016           | 40 %   | 60 %   | —                                                            | 24 %                     | 3000+                 | Peil.nl              |
| 4—7 марта 2016             | 33 %   | 44 %   | 23 %                                                         | 37 %                     | 2510                  | I&O Research         |
| 21—25 февраля 2016         | 19 %   | 30 %   | 22 % не решили, 14 % скорее поддерживают, 15 % скорее против | —                        | 29 650                | EenVandaag           |
| 17—22 февраля 2016         | 23 %   | 27 %   | 34 %                                                         | 21 %                     | 1007                  | TNS Nipo             |
| 29 января — 8 февраля 2016 | 32 %   | 38 %   | 30 %                                                         | 32 %                     | 2388                  | I&O Research         |
| 1—7 февраля 2016           | 40 %   | 60 %   | —                                                            | 26 %                     | 3000+                 | Peil.nl              |
| 12—21 января 2016          | 31 %   | 38 %   | 31 %                                                         | 34 %                     | 2550                  | I&O Research         |
| 18—28 декабря 2015         | 13 %   | 51 %   | 13 % скорее поддерживают, 23 % скорее против                 | 53 %                     | 27 151                | EenVandaag           |
| 3—20 декабря 2015          | 25 %   | 41 %   | 34 %                                                         | 28 %                     | 3490                  | I&O Research         |

## Комментарии
1. ↑  Данный параметр указывает на количество тех, кто обязательно будет принимать участие в голосовании из опрошенных, и не учитывает тех, кто, возможно, будет голосовать. Наличие и правомочность кворума достигается при голосовании не менее 30 % лиц, имеющих право участия в голосовании. Розовым цветом обозначено значение, при котором кворум не достигается.
2. ↑  Еще 16 % уверены, что не будут голосовать